# Александровка (Александровський район)
Алекса́ндровка (рос. Александровка) — село, адміністративний центр Александровського району Оренбурзької області, Росія.

## Населення
Населення — 3988 осіб (2010; 4152 у 2002).
Національний склад (станом на 2002 рік):
- росіяни — 80 %